# Боровак-при-Полшнику
Боровак-при-Полшнику (словен. Borovak pri Polšniku) — поселення в общині Літія, Осреднєсловенський регіон, Словенія. Висота над рівнем моря: 749,7 м.